# Lippedepartement
Het Lippedepartement was een departement van het Eerste Franse Keizerrijk van 1811 tot 1814, dat zich in het hedendaagse Duitsland bevindt en tot de bondslanden Nedersaksen en Noordrijn-Westfalen behoort. Het werd naar de gelijknamige rivier vernoemd, die samen met de Rijn de zuidgrens vormde; de huidige staatgrens tussen Nederland en Duitsland was de westgrens, in het oosten en noorden werd het departement begrensd door de Eems (het Reiderland behoorde tot het Westereemsdepartement). Het Lippedepartement werd op 27 april 1811 ingesteld, nadat het noordelijke deel van het groothertogdom Berg, het hertogdom Arenberg met uitzondering van een klein gebied ten zuiden van de Lippe, dat aan Berg verviel, en het gehele vorstendom Salm door Frankrijk waren ingelijfd. Munster was de hoofdstad; daarnaast was het departement in vier arrondissementen en meerdere kantons onderverdeeld:
- Munster, met de kantons Dülmen, Haltern, Munster, Nottuln en St. Mauritz (Saint Maurice).
- Neuenhaus, met de kantons: Bad Bentheim, Heede, Neuenhaus, Nordhorn en Wesuwe.
- Rees, met de kantons Bocholt, Borken, Emmerik, Rees, Ringenberg en Stadtlohn.
- Steinfurt, met de kantons Ahaus, Billerbeck, Coesfeld, Ochtrup, Rheine en Steinfurt.

Vanaf 1 januari 1811 tot de oprichting van het Lippedepartement hoorden de arrondissementen tot de departementen Boven-IJssel (Munster, Rees), Monden van de IJssel (Steinfurt) en Westereems (Neuenhaus). Na de nederlaag van Napoleon Bonaparte in 1814 werd het departement tussen het koninkrijk Hannover en Pruisen opgedeeld.
- Gemeinsame Normdatei: 4434027-8
- Virtual International Authority File: 109144928851454440298
- WorldCat: E39PBJdgVQcctbCXV9bWvBJv73